# Самптер (Орегон)
Самптер (англ. Sumpter) — місто (англ. city) в США, в окрузі Бейкер штату Орегон. Населення — 204 особи (2010).

## Географія
Самптер розташований за координатами 44°44′37″ пн. ш. 118°11′51″ зх. д. / 44.74361° пн. ш. 118.19750° зх. д. (44.743547, -118.197461).  За даними Бюро перепису населення США в 2010 році місто мало площу 5,65 км², уся площа — суходіл.

## Демографія
Згідно з переписом 2010 року, у місті мешкали 204 особи в 119 домогосподарствах у складі 65 родин. Густота населення становила 36 осіб/км².  Було 307 помешкань (54/км²).
Расовий склад населення:
| - 92,2 % — білих - 2,5 % — корінних американців - 0,5 % — азіатів |

До двох чи більше рас належало 4,9 %. Частка іспаномовних становила 1,0 % від усіх жителів.
За віковим діапазоном населення розподілялося таким чином: 6,4 % — особи молодші 18 років, 59,3 % — особи у віці 18—64 років, 34,3 % — особи у віці 65 років та старші. Медіана віку мешканця становила 62,1 року. На 100 осіб жіночої статі у місті припадало 117,0 чоловіків;  на 100 жінок у віці від 18 років та старших — 117,0 чоловіків також старших 18 років.
Середній дохід на одне домашнє господарство  становив 28 273 долари США (медіана — 19 750), а середній дохід на одну сім'ю — 39 445 доларів (медіана — 40 179). За межею бідності перебувало 25,7 % осіб, у тому числі 0,0 % дітей у віці до 18 років та 11,5 % осіб у віці 65 років та старших.
Цивільне працевлаштоване населення становило 41 осіб. Основні галузі зайнятості: мистецтво, розваги та відпочинок — 26,8 %, роздрібна торгівля — 22,0 %, освіта, охорона здоров'я та соціальна допомога — 17,1 %.